# 南亞大眼長蝽
南亞大眼長蝽（学名：Geocoris ochropterus）为長蝽科大眼長蝽屬下的一个种。